# Родейро
Родейро (гал. Rodeiro, ісп. Rodeiro) — муніципалітет в Іспанії, у складі автономної спільноти Галісія, у провінції Понтеведра. Населення — 3143 осіб (2009).
Муніципалітет розташований на відстані близько 430 км на північний захід від Мадрида, 60 км на північний схід від Понтеведри.

## Демографія
Динаміка населення (INE ):

## Галерея зображень

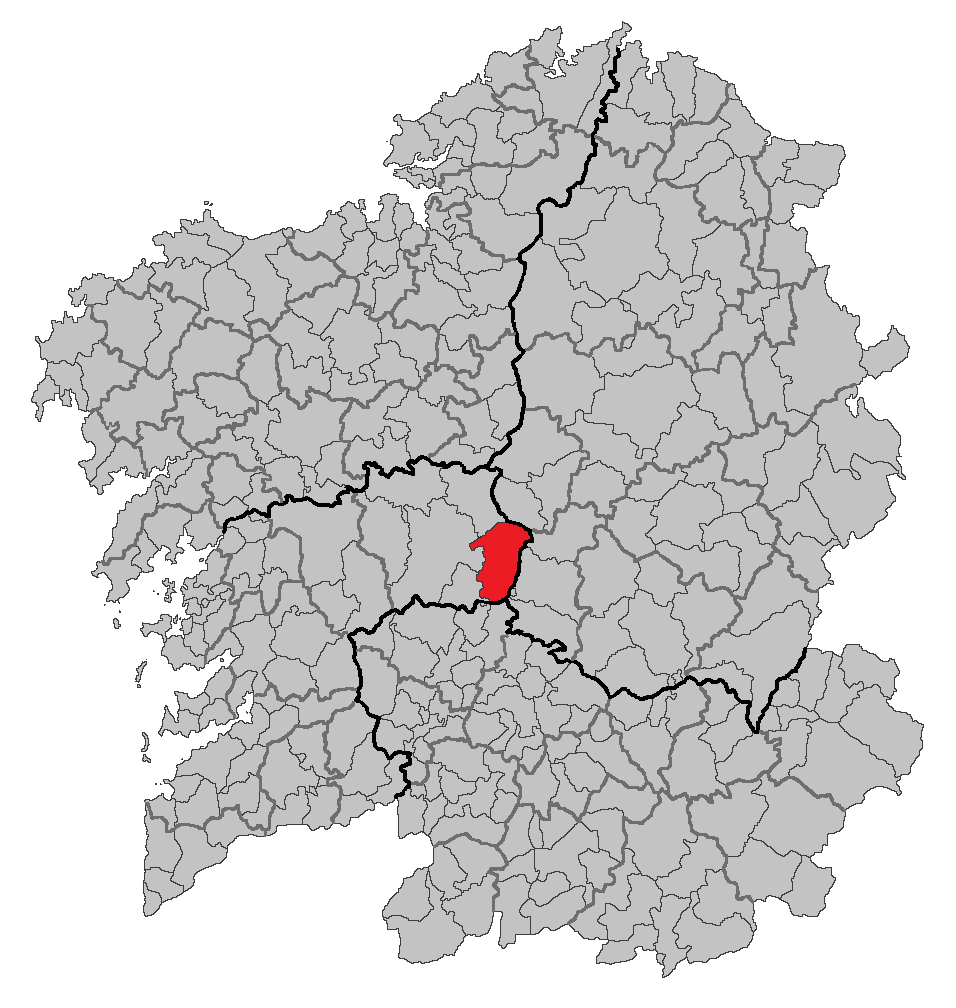
Розташування муніципалітету